# Kunigunde av Schwaben
Kunigunde av Schwaben, född omkring 880, död på 900-talet, var en drottning av Östfrankiska riket (Tyskland) och hertiginna av Franken; gift med kung Konrad I.
Cunegonde var dotter till den schwabiske grevepaltinen Bertold I. Hennes mor var förmodligen Gisela, en dotter till den östfrankiske kungen Ludwig den tyske och hans gemål Emma av Bayern. Cunegondes bror Ercanger blev hertig av Schwaben 915.
Mycket lite är känt om henne. Hon gifte sig först med den bayerske markgreven Liutpold som blev stamfadern till Luitpoldingidynastin. De hade som söner Arnulf den onde och Berthold, båda senare hertigar av Bayern. Liutpold dödades i slaget vid Pressburg 907 i strid mot ungerska styrkor.
Enligt Annales Alamannici gifte sig Cunegonde med kung Conrad I av Franken 913, som strävade efter att stärka banden med det bayerska hertigdömet. Äktenskapet efterlämnade inga manliga arvingar. Det spekuleras dock i att de två hade två barn, båda födda 913: Hermann, som dog ung, och Cunegonde, som gifte sig med Guarniero di Worms och förmodligen var mor till Conrad il Rosso, grundaren av den saliska dynastin. Först omnämnd som drottninggemål i juni 914, spelade Cunegonde uppenbarligen inte någon betydande politisk roll medan hennes son Arnulf från första äktenskapet förblev i ständig konflikt med kungen. År 915 valde hon Lorsch Abbey som gravplats.
Hon blev änka 918 och var då fortfarande vid liv. Hennes liv efter det är okänt.